# Megalocolus tentator
Megalocolus tentator är en stekelart som först beskrevs av Walker 1862.  Megalocolus tentator ingår i släktet Megalocolus och familjen bredlårsteklar. Inga underarter finns listade i Catalogue of Life.